# 공통 기준

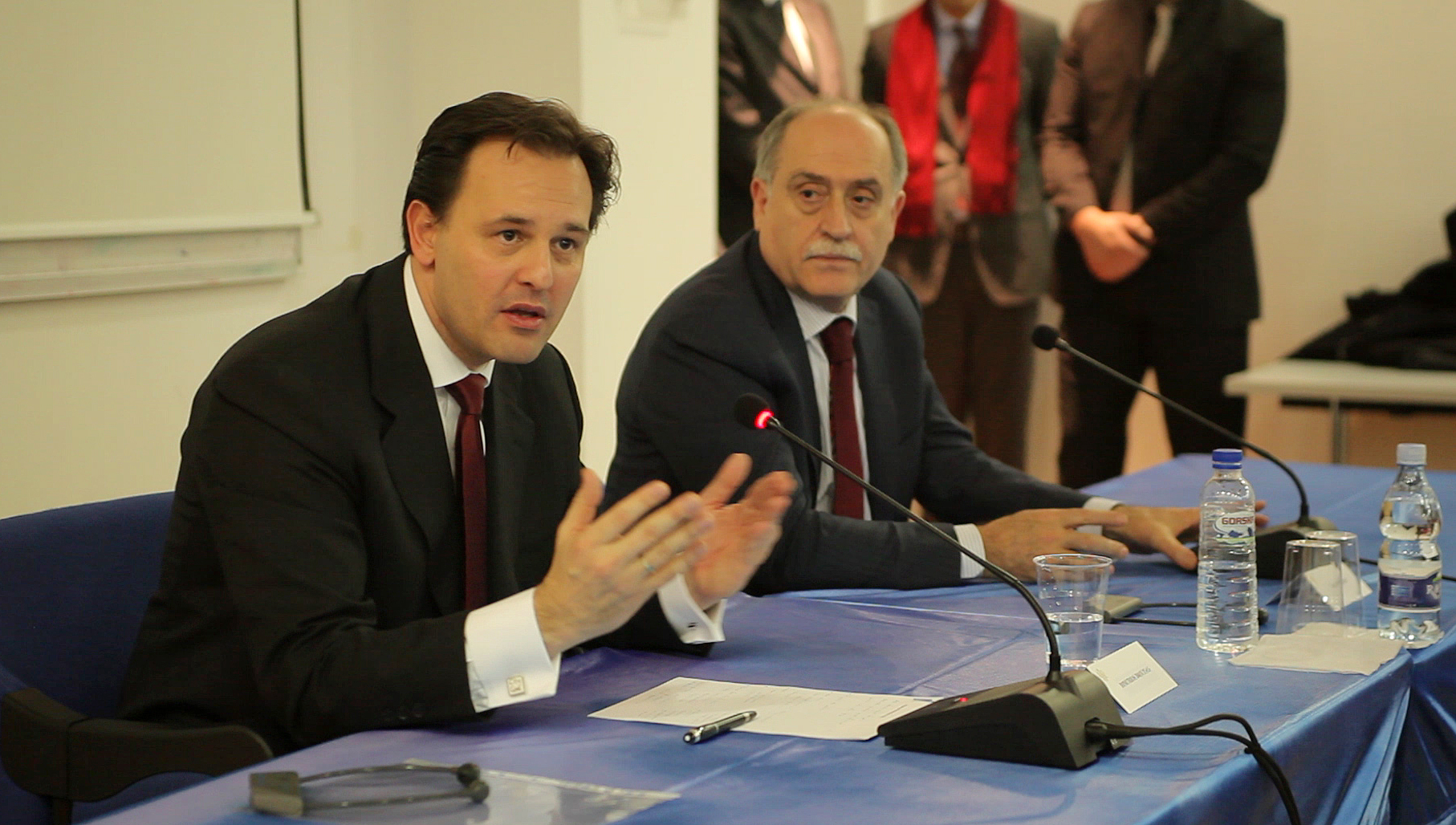
몬테네그로 외교부장관 드로스타스가 자국의 공통 기준 충족에 대하여 공청회에서 설명을 하고 있는 모습

공통 기준 (/ˈæ kiː kəˈ mju ː nə tɛər/;, 영어: Community acquis, 프랑스어: Acquis communautaire, 한국어: 아뀌 꼬뮤노떼흐)은 EU 공통 기준 또는 기준으로 불려지며,  누적된 법률, 법률 행위 및 결정은 1993년 유럽 연합 법의 전체를 구성한다. 여기서 Acquis는 프랑스어로: "축적"을 의미하고, communautaire는 "공동체의"라는 의미를 갖는다. 유럽 연합 회원국이 되기 위해서는 공통 기준을 모두 충족해야 한다. 보스니아 헤르체고비나, 튀르키예, 세르비아, 우크라이나와 같은 가입후보국들은 공통 기준의 조항들을 모두 충족해야 정식으로 유럽 연합의 회원국이 될 수 있다.

## 조항
유럽 연합의 확대 과정에서 공통 기준은 EU와 5차 확대(2004년 가입한 10개와 2007년 가입한 루마니아 및 불가리아)를 위한 후보 회원국 간의 협상을 목적으로 31개의 조항으로 나뉘어졌으며, 이들은 다음과 같다.
1. 상품 이동의 자유
2. 사람 이동의 자유
3. 상품 제공의 자유
4. 자본 이동의 자유
5. 회사법
6. 경쟁정책
7. 농업
8. 어업
9. 교통 정책
10. 세금
11. 경제통화연합
12. 통계
13. 사회 및 고용 정책
14. 에너지
15. 산업정책
16. 과학 및 연구
17. 중소기업
18. 교육
19. 통신 및 정보기술
20. 문화 및 시청각 정책
21. 지방 정책 및 구조 기구 조정
22. 환경
23. 소비자 및 건강보호
24. 공정 및 내무부에서 협력
25. 관세동맹
26. 대외 관계
27. 공동외교안보정책
28. 재정 추적
29. 재정 및 예산 제공
30. 기관
31. 기타

크로아티아와의 협상을 시작으로 (크로아티아는 2013년 가입), 공통 기준은 35개의 조항으로 나뉘며, 조항 간 균형을 더 잘 맞추기 위한 목적으로 (가장 어려운 챕터를 더 쉬운 챕터로 나누고, 더 쉬운 챕터를 하나로 묶고, 일부 정책을 챕터 간에 이동하고, 그 과정에서 일부 정책을 변경하였다)
1. 상품 이동의 자유
2. 노동력 이동의 자유
3. 상품 제공과 상품 설립의 권리
4. 자본 이동의 자유
5. 공공조달
6. 회사법
7. 지식재산권
8. 경쟁력 정책
9. 재정 서비스
10. 정보화사회와 언론
11. 농업과 농촌개발
12. 식품안전, 수의학 및 식물위생정책
13. 어업
14. 교통정책
15. 에너지
16. 세금
17. 경제 및 통화 정책
18. 통계
19. 사회 및 고용 정책(차별금지와 양성평등을 포함한)
20. 기업과 산업 정책
21. 범유럽 네트워크
22. 지방 정책 및 구조 기구 조정
23. 사법권 및 기본권
24. 정의, 자유 및 안보
25. 과학과 연구
26. 교육과 문화
27. 환경
28. 소비자 및 안전 보호
29. 관세 동맹
30. 대외 관계
31. 대외안보 및 국방 정책
32. 재정 통제
33. 재정 및 예산 확보
34. 기관
35. 기타

제5차 확대와 제6차 확대 간 공통기준의 대비
| 5번째 확대                      | 6번째 확대                                                           |
| ------------------------------- | -------------------------------------------------------------------- |
| 1. 상품의 자유로운 이동         | 1. 상품의 자유로운 이동                                              |
| 1. 상품의 자유로운 이동         | 7. 지식재산권법                                                      |
| 2. 개인의 자유로운 이동         | 2. 노동자 이동의 자유                                                |
| 2. 개인의 자유로운 이동         | 3. 설립권과 서비스 제공의 자유                                       |
| 3. 서비스 제공의 자유           |                                                                      |
| 9. 금융 서비스                  |                                                                      |
| 4. 자본의 자유로운 이동         | 4. 자본의 자유로운 이동                                              |
| 5. 회사법                       | 6. 회사법                                                            |
| 6. 경쟁 정책                    | 8. 경쟁 정책                                                         |
| 6. 경쟁 정책                    | 5. 공공입찰                                                          |
| 7. 농업                         | 11. 농업과 농촌 개발                                                 |
| 7. 농업                         | 12. 식품 안전, 수의학 및 식물보건 정책                               |
| 8. 어업                         | 13. 어업                                                             |
| 9. 교통정책                     | 14. 교통정책                                                         |
| 9. 교통정책                     | 21. 유럽 전역 네트워크 (그 중 절반)                                  |
| 10. 세금                        | 16. 세금                                                             |
| 11. 경제 및 통화 연합           | 17. 경제 및 통화정책                                                 |
| 12. 통계                        | 18. 통계                                                             |
| 13. 사회 정책과 고용            | 19. 사회 정책과 고용 (차별 방지 및 여성과 남성의 기회 평등을 포함한) |
| 14. 에너지                      | 15. 에너지                                                           |
| 14. 에너지                      | 21. 유럽 전역 네트워크 (그 중 절반)                                  |
| 15. 산업정책                    | 20. 기업 및 산업 정책                                                |
| 16. 중소기업                    | 20. 기업 및 산업 정책                                                |
| 17. 과학 및 연구                | 25. 과학 및 연구                                                     |
| 18. 교육 및 교육                | 26. 교육과 문화 10. 정보사회 및 언론                                 |
| 19. 통신 및 정보 기술           | 26. 교육과 문화 10. 정보사회 및 언론                                 |
| 20. 문화 및 오디오 비주얼 정책  | 26. 교육과 문화 10. 정보사회 및 언론                                 |
| 21. 지역정책 및 구조조정 조정   | 22. 지역정책 및 구조조정 조정                                        |
| 22. 환경                        | 27. 환경                                                             |
| 23. 소비자 및 건강 보호         | 28. 소비자 및 건강 보호                                              |
| 24. 법정 및 내무 분야에서 협조  | 23. 사법부와 기본권                                                  |
| 24. 법정 및 내무 분야에서 협조  | 24. 정의, 자유 및 안전                                               |
| 25. 관세동맹                    | 29. 관세동맹                                                         |
| 26. 대외 관계                   | 30. 대외 관계                                                        |
| 27. 공동 외교 및 안보정책(CFSP) | 31. 외교, 안보 및 국방정책                                           |
| 28. 금융 통제                   | 32. 금융 통제                                                        |
| 29. 재정 및 예산 확보           | 33. 재정 및 예산 확보                                                |
| 30. 기관                        | 34. 기관                                                             |
| 31. 기타                        | 35. 그외 기타                                                        |

이러한 협상은 일반적으로 새로운 회원국들이 유럽 연합의 법을 완전히 시행할 필요가 있기 전과 그들과 시민들이 공통 기준에 따른 완전한 권리를 획득하기 전에 과도기에 합의하는 것을 포함하였다.

## 용어
공통 기준이라는 용어는 암스테르담 조약에 의해 유럽연합 법 질서에 통합되기 전에 솅겐 협정에 따라 채택된 법률을 설명하는 데에도 사용되며, 이 경우 솅겐 협정에 대해 언급한다.
공통 기준이라는 용어는 세계무역기구 상소기구(WTO DSB)가 일본 – 주류에 대한 세금의 경우 관세 및 무역에 관한 일반 협정(GATT)과 WTO 법("Acquis Gattien")의 축적을 지칭하기 위해 차용한 것이지만, 이 사용법은 잘 확립되어 있지 않다.
또한 공통 기준은 유럽 평의회(유럽 연합과 연계되지 않은 국제 기구)의 업적을 설명하는 데 사용되었다:
유럽 평의회가 민주주의, 법의 지배, 그리고 기본적인 인권과 자유의 영역에서 표준 설정 활동에 "기준"한 것은 유럽 정치 프로젝트를 향한 이정표로 고려되어야 하며, 유럽 인권 재판소는 미래 건축의 탁월한 사법적 기둥으로 인정되어야 한다.

이와 더불어, 유럽 안보 협력 기구의 "원칙, 규범 및 약속" 기구에 적용되었다.
논의 중인 또 다른 질문은 협력국과 다른 국가들이 OSCE의 기준, 즉 OSCE의 원칙, 규범 및 약속을 자발적으로 구현할 수 있는 방법이었다.

경제협력개발기구(OECD) 또한 OECD 기준을 확대 및 안내 및 지원 전략 2004년 5월에 도입하였다.
대한민국에서는 아직 생소한 개념이며, 유럽연합 법령, EU 법령집, 유럽연합 공동체법, 공동체기득권 등의 표현이 사용되고 있다.

## 같이 보기
- 유럽연합의 공식 저널
- 유럽 연합 법의 최고규범성
- 보충성 원칙
- 유럽 연합의 확대